# Faille tonale
 (mai 2023).
Si vous disposez d'ouvrages ou d'articles de référence ou si vous connaissez des sites web de qualité traitant du thème abordé ici, merci de compléter l'article en donnant les références utiles à sa vérifiabilité et en les liant à la section « Notes et références ».
En phonétique, la faille tonale, aussi appelée abaissement tonal distinctif ou downstep, est l’abaissement du ton entre les voyelles et les mots d’une langue à tons. La faille tonale s'oppose au haussement tonal, qui est plus rare, et se distingue de l’abaissement tonal non-distinctif.
On le retrouve souvent dans les langues d'Afrique de l’Ouest, mais l’accent de hauteur du japonais (une langue sans tons) lui est similaire.
Le symbole de l’Alphabet phonétique international de l’abaissement tonal distinctif est une flèche pointant vers le bas en exposant ‹ ꜜ ›, mais par contraintes techniques on retrouve souvent le point d’exclamation en exposant ‹ ꜝ ›.